# Fatal familjär insomni
Fatal familjär insomni (FFI) är en sällsynt genetisk sjukdom i hjärnan. Man har funnit den dominanta genen i bara 40 släkter världen över. 
FFI är en sjukdom som kan få utlopp när som helst under livet, men vanligen debuterar den i ung vuxenålder eller medelålder. Vanligast är att de debuterar omkring 50 års ålder, även om många patienter redan då har haft mångåriga sömnstörningar. När sjukdomen bryter ut, beror det på en mutation i ett protein kallat prion. Detta resulterar i en formation av olösligt protein. Det olösliga proteinet hopar sig in i talamus, en region i hjärnan som bland annat deltar i regleringen av sömn och vakenhet. När detta sker upphör hjärnan att slappna av och den drabbade kan ej längre sova. Man har provat med lugnande medel på de drabbade, men utan resultat.
Sjukdomen upptäcktes i Italien år 1765, och har därefter kunnat konstateras hos anförvanter till den först drabbade.

## Sjukdomsförloppet
Symtomen kan variera, men det finns fyra stadier som nästan varje drabbad går igenom innan de slutligen dör av sjukdomen, vilket i regel tar mellan 7 och 18 månader:
1. Patientens sömnlöshet leder till panikattacker och fobier, eftersom hjärnan inte kan fånga intryck. Detta stadium varar i ungefär fyra månader.
2. Panikattacker blir synliga efter fem månader och även hallucinationer kan förekomma.
3. Att patienten inte får sova och lider av sömnlöshet leder till snabb viktminskning, vilket visar sig efter ungefär tre månader.
4. Demens är det sista stadiet i sjukdomen innan patienten slutligen dör.

Förutom sömnstörningar är även myoklonier och dysfunktion i det autonoma nervsystemet med svettningar, hög puls och störd reglering av kroppstemperatur vanliga. Döden inträder i regel relativt plötsligt, och orsakas sannolikt vanligen av den autonoma dysfunktionen.